# Rancho Palos Verdes
Rancho Palos Verdes é uma cidade localizada no estado americano da Califórnia, no condado de Los Angeles. Foi incorporada em 1973.

## Geografia
De acordo com o Departamento do Censo dos Estados Unidos, a cidade tem uma área de 102,82 km², dos quais 34,89 km² estão cobertos por terra e 67,93 km² por água, isto é, 66% do território total da cidade.

### Localidades na vizinhança
O diagrama seguinte representa as localidades num raio de 16 km ao redor de Rancho Palos Verdes.

## Demografia
Segundo o censo nacional de 2010, a sua população é de 41 643 habitantes e sua densidade populacional é de 1 193,5 hab/km². Possui 16 179 residências que resulta em uma densidade de 463,7 residências/km².

## Marcos históricos
O Registro Nacional de Lugares Históricos lista três marcos históricos em Rancho Palos Verdes. O primeiro marco foi designado em 31 de outubro de 1980 e o mais recente em 11 de julho de 2005, o Wayfarers Chapel.